# Amphineurus patruelis
Amphineurus patruelis là một loài ruồi trong họ Limoniidae. Chúng phân bố ở miền Australasia.